# 鮎原村
鮎原村（あいはらむら）は、兵庫県津名郡にあった村。現在の洲本市五色町にあたる。

## 地理
- 山岳：竜宝寺山
- 河川：都志川

## 歴史
- 1889年（明治22年）4月1日 - 町村制の施行により、吉田村・相原村・河上村・神陽村の区域をもって発足。
- 1956年（昭和31年）9月30日 - 津名郡都志町・広石村・鳥飼村・三原郡堺村と合併して津名郡五色町が発足。同日鮎原村廃止。

## 村長
- 高津雅雄